# Elaphoglossum gramineum
Elaphoglossum gramineum är en träjonväxtart som först beskrevs av Jenm., och fick sitt nu gällande namn av Ignatz Urban. Elaphoglossum gramineum ingår i släktet Elaphoglossum och familjen Dryopteridaceae. Inga underarter finns listade.